# Hipstedt
Hipstedt è un comune di 1.317 abitanti della Bassa Sassonia, in Germania.
Appartiene al circondario (Landkreis) di Rotenburg (Wümme) (targa ROW) ed è parte della comunità amministrativa (Samtgemeinde) di Geestequelle.

## Geografia fisica
Nel suo territorio vi sono le sorgenti del fiume Lune, affluente del Weser.